# Bolotana
Bolotana (sardisk: Olòthene, Bolòtzana) er en by og en kommune (comune) i provinsen Nuoro i regionen Sardinien i Italien. Byen ligger i 472 meters højde og har 2.618 indbyggere (2016). Kommunen har et areal på 108,44 km²  og grænser til kommunerne Bonorva, Bortigali, Illorai, Lei, Macomer, Noragugume, Orani, Ottana og Silanus.